# Hay alternativas
Hay alternativas es un libro de los autores Vicenç Navarro López, Juan Torres López y Alberto Garzón Espinosa, prologado por Noam Chomsky, editado en España en 2011 por la editorial Sequitur con la colaboración de Attac España,

## Contenido
Los autores analizan en el libro la crisis económica de 2008-2011, con especial referencia a crisis económica española de 2008 y la crisis inmobiliaria española de 2008, sus causas, los efectos y las posibles soluciones con el objetivo de demostrar que existen otras vías, otras alternativas distintas a las que se proponen desde las empresas (la patronal), la banca (los banqueros, los directivos de los bancos centrales) así como las propuestas políticas e institucionales que responderían a los intereses de los primeros. Las alternativas que se proponen van dirigidas a la creación de empleo y generar bienestar social frente al crecimiento del desempleo en España y el deterioro del Estado del bienestar.

## Publicación
El libro ha sido publicado por la Editorial Sequitur con la colaboración de Attac España estando disponible en descarga directa (dominio público) en la página de la editorial, la organización Attac y las páginas personales de los autores.
- 2011 - Hay alternativas - Vicenç Navarro, Juan Torres López y Alberto Garzón. Editorial Sequitur & Attac España.[4]